# Dolichomitus cantillanoi
Dolichomitus cantillanoi là một loài tò vò trong họ Ichneumonidae.